# André Frossard
André Frossard (ur. 14 stycznia 1915 w Colombier-Châtelot, zm. 2 lutego 1995 w Wersalu) – francuski dziennikarz, pisarz i filozof katolicki pochodzenia żydowskiego (jego babcia była Żydówką), syn Ludwika Oscara Frossarda – założyciela Francuskiej Partii Komunistycznej. Wieloletni felietonista „Le Figaro”.
Jak sam opisuje, w wydanej w 1969 roku książce pod tytułem Dieu existe, je l’ai rencontré (Bóg istnieje, spotkałem Go), jako ateista doznał nawrócenia w 1935 roku po przypadkowej wizycie w kościele.
Członek Akademii Francuskiej od 1987 r. (zajmował fotel 2). 
Przyjaciel Jana Pawła II.
Oficer Legii Honorowej, odznaczony także Medalem Ruchu Oporu oraz Krzyżem Wojennym 1939–1945.

## Twórczość
- La Maison des otages (1946)
- Histoire paradoxale de la IVe République (1954)
- Le Sel de la terre (1956)
- Voyage au pays de Jésus (1958)
- Les Greniers du Vatican (1960)
- Votre humble serviteur, Vincent de Paul (1960)
- Dieu existe, je l’ai rencontré (1969)
- La France en général (1975)
- Il y a un autre monde (1976)
- Les trente-six preuves de l’existence du diable (1978, wyd. pol.: 36 dowodów na istnienie diabła, przeł. Zygmunt Ławrynowicz, W drodze, Poznań 1987, ISBN 83-85008-51-9; Poznań 1988, ISBN 83-85008-69-1)
- L’art de croire (1979)
- N’ayez pas peur, dialogue avec Jean-Paul II (1982)
- La Baleine et le Ricin (1982)
- L’Évangile selon Ravenne (1984)
- Le Chemin de croix, au Colisée avec Jean-Paul II (1986)
- N’oubliez pas l’amour, la Passion de Maximilien Kolbe (1987)
- Le Crime contre l’humanité (1988)
- Portrait de Jean-Paul II (1988)
- Le Cavalier du Quai Conti (1988)
- Dieu en questions (1990, wyd. pol.: Bóg i ludzkie pytania, Kielce 1991, ISBN 83-900150-0-5)
- Le Monde de Jean-Paul II (1991, wyd. pol.: Świat Jana Pawła II, przeł. ks. Stanisław Czerwik, Jedność, Kielce 1992, ISBN 83-900150-5-6)
- Les grands bergers (1992)
- Excusez-moi d’être français (1992)
- Défense du Pape (1993, wyd. pol.: Bronię Papieża, Warszawa 1995, ISBN 83-85482-51-2)
- L’homme en questions (1993, wyd pol.: Człowiek i jego pytania)
- Ecoute, Israël! (1994, wyd. pol. 1995: Słuchaj, Izraelu!)
- L’Evangile inachevé (1995, wyd. pol.: Niedokończona Ewangelia, Kielce 1996, ISBN 83-85957-91-X)